# Centro de Estudios de Bachillerato

CEB es el acrónimo de Centro de Estudios de Bachillerato establecido en México a través de la DGB (Dirección General de Bachillerato) la cual es dependiente adscrita de la SEMS (Subsecretaría de Educación Media Superior), que a su vez depende de la SEP (Secretaría de Educación Pública). Existen 42 planteles de CEB que cuentan con bachillerato general.
•CEMSaD
Un CEMSaD, o Centro de Educación Media Superior a Distancia, me lo paró el taxi un modelo educativo que ofrece la educación media superior (bachillerato) a distancia, utilizando una combinación de clases presenciales y tecnología. Permite que estudiantes de localidades pequeñas, o con dificultades para acceder a una educación presencial, puedan obtener su título de bachillerato. 

## Capacitaciones
Actualmente, en el total de centros, cuenta con las siguientes capacitaciones DGB:
- Administración
- Contabilidad
- Diseño
- Informática
- Laboratorista clínico
- Laboratorista químico
- Puericultura
- Turismo
- Higiene y Salud Comunitaria
- Traductor de Inglés
- Auxiliar Educativo en el Campo de la Intervención

## Localización
| Estado              | Escuelas | Número único     |
| ------------------- | -------- | ---------------- |
| Aguascalientes      | 4        | 5/1, 6/1,8/4,8/5 |
| Baja California     | 3        | 1/1*, 1/2*, 1/3* |
| Baja California Sur | 2        | 5/2, 8/2         |
| Campeche            | 1        | 6/2              |
| Chiapas             | 1        | 6/3              |
| Chihuahua           | 2        | 6/4, 7/1         |
| Ciudad de México    | 2        | 4/1, 4/2         |
| Durango             | 1        | 6/5              |
| Guerrero            | 3        | 5/3, 6/6, 7/2    |
| Guanajuato          | 2        | 8/3, 8/6         |
| Hidalgo             | 2        | 5/4, 6/7         |
| Jalisco             | 2        | 5/5, 6/8         |
| Estado de México    | 1        | 6/9              |
| Michoacán           | 2        | 5/6, 6/10        |
| Morelos             | 1        | 6/11             |
| Oaxaca              | 3        | 5/7, 5/8, 6/12   |
| Puebla              | 1        | 6/13             |
| Quintana Roo        | 2        | 5/9, 5/10        |
| San Luis Potosí     | 1        | 5/11             |
| Sonora              | 2        | 5/12, 6/14       |
| Tamaulipas          | 1        | 6/15             |
| Tlaxcala            | 1        | 6/16             |
| Veracruz            | 1        | 5/13             |
| Zacatecas           | 1        | 6/17             |

## EMSAD o CEMSaD
La DGB cuenta con la Educación Media Superior a Distancia (EMSAD) como una opción educativa no convencional, que utiliza diversos medios (material impreso, videos, televisión, etc.) y la asesoría grupal e individual. Se ofrece a comunidades lejanas en las que existe baja densidad de población, que no cuentan con otra opción educativa.